# Route nationale 38e
La route nationale 38e (RN 38e o N 38e) è stata una strada nazionale francese del dipartimento dell'Aisne che partiva da Beautor e terminava all'incrocio con la N44. Originariamente essa faceva parte della N44 stessa, prima che questa fosse deviata ad est ad aggirare il centro di La Fère. Nel 1940 nacque quindi la N38e, che doveva unire la N38 con l'estremità nord della nuova variante. Dal 1973 invece tale tratto costituì la parte finale della N32, prima che anche questa fosse deviata e l'ex N38e fosse declassata a D338.